# Martin Špinar
Martin Špinar (* 1. prosince 1972, Brno) je bývalý český fotbalista, obránce.

## Škola
- Gymnázium Brno, třída Kapitána Jaroše – maturita v roce 1991[1]

## Fotbalová kariéra
Začínal v SK Moravská Slavia Brno. V lize za hrál FC Zbrojovka Brno,AFK Atlantik Lázně Bohdaneč a FC Dukla Příbram, ve druhé lize i za Jihlavu a Tatran Poštorná. V československé a české lize nastoupil celkem v 84 utkáních.

## Ligová bilance
| Ročník                                   | Zápasy | Góly | Klub                        |
| ---------------------------------------- | ------ | ---- | --------------------------- |
| 1. československá fotbalová liga 1990/91 | 5      | 0    | Zbrojovka Brno              |
| 1. česká fotbalová liga 1993/94          | 7      | 0    | FC Boby Brno                |
| 1. česká fotbalová liga 1994/95          | 2      | 0    | FC Boby Brno                |
| 1. česká fotbalová liga 1995/96          | 5      | 0    | FC Boby Brno                |
| 1. česká fotbalová liga 1997/98          | 23     | 0    | AFK Atlantik Lázně Bohdaneč |
| Gambrinus liga 1998/99                   | 27     | 0    | FC Dukla Příbram            |
| Gambrinus liga 1999/00                   | 15     | 0    | FC Dukla Příbram            |
| CELKEM                                   | 84     | 0    |                             |